# Grand Prix San Marina 1998
Grand Prix San Marina 1998 (XVIII Gran Premio di San Marino, Velká cena San Marina 1998) byl motoristický závod Formule 1, který se konal v Imole dne 26. dubna 1998 jako další ze série Grand Prix San Marina. Závod na 62 kol byl čtvrtým kolem mistrovství světa FIA Formule 1 v roce 1998 a vyhrál ho David Coulthard na voze McLaren-Mercedes.
Stupně vítězů
| Německo            | Spojené království | Spojené království |
| ------------------ | ------------------ | ------------------ |
|                    | David Coulthard    |                    |
| Michael Schumacher | 1                  | Eddie Irvine       |
| 2                  |                    | 3                  |
|                    |                    |                    |

## Výsledky
| Pozice | Jezdec                | Vůz            | Čas                 |
| ------ | --------------------- | -------------- | ------------------- |
| 1      | David Coulthard       | McLaren MP4/13 | 1:34'24.593         |
| 2      | Michael Schumacher    | Ferrari F300   | á 0:04:554          |
| 3      | Eddie Irvine          | Ferrari F300   | á 0:51:775          |
| 4      | Jacques Villeneuve    | Williams FW20  | á 0:54:590          |
| 5      | Heinz-Harald Frentzen | Williams FW20  | á 1:17:476          |
| 6      | Jean Alesi            | Sauber C17     | á 1 kolo            |
| 7      | Ralf Schumacher       | Jordan 198     | á 2 kola            |
| 8      | Esteban Tuero         | Minardi M198   | á 2 kola            |
| 9      | Mika Salo             | Arrows A19     | á 2 kola            |
| 10     | Damon Hill            | Jordan 198     | á 5 kol /Hydraulika |
| 11     | Olivier Panis         | Prost AP01     | á 6 kol             |
| Kolo   | Odstoupili            | -              | -                   |
| 48     | Ricardo Rosset        | Tyrrell 026    | Motor               |
| 40     | Toranosuke Takagi     | Tyrrell 026    | Motor               |
| 34     | Jarno Trulli          | Prost AP01     | Plynový pedál       |
| 27     | Šindži Nakano         | Minardi M198   | Motor               |
| 18     | Pedro Diniz           | Arrows A19     | Motor               |
| 17     | Mika Häkkinen         | McLaren MP4/13 | Převodovka          |
| 17     | Giancarlo Fisichella  | Benetton B198  | Mimo trať           |
| 17     | Alexander Wurz        | Benetton B198  | Motor               |
| 12     | Johnny Herbert        | Sauber C17     | Defekt              |
| 8      | Jan Magnussen         | Stewart SF2    | Rozvody             |
| 0      | Rubens Barrichello    | Stewart SF2    | Mimo trať           |

### Nejrychlejší kolo
- Michael Schumacher Ferrari 1'29.345

### Vedení v závodě
- 1–62 kolo David Coulthard

### Postavení na startu
| 1. řada  | 1                                   | 2                                       |
|          | David Coulthard McLaren 1'25.973    | Mika Häkkinen McLaren 1'26.075          |
| 2. řada  | 3                                   | 4                                       |
|          | Michael Schumacher Ferrari 1'26.437 | Eddie Irvine Ferrari 1'27.169           |
| 3. řada  | 5                                   | 6                                       |
|          | Alexander Wurz Benetton 1'27.273    | Jacques Villeneuve Williams 1'27.390    |
| 4. řada  | 7                                   | 8                                       |
|          | Damon Hill Jordan 1'27.592          | Heinz-Harald Frentzen Williams 1'27.645 |
| 5. řada  | 9                                   | 10                                      |
|          | Ralf Schumacher Jordan 1'27.866     | Giancarlo Fisichella Benetton 1'27.937  |
| 6. řada  | 11                                  | 12                                      |
|          | Johnny Herbert Sauber 1'28.111      | Jean Alesi Sauber 1'28.191              |
| 7. řada  | 13                                  | 14                                      |
|          | Olivier Panis Prost 1'28.270        | Mika Salo Sauber 1'28.798               |
| 8. řada  | 15                                  | 16                                      |
|          | Toranosuke Takagi Tyrrell 1'29.073  | Jarno Trulli Prost 1'29.584             |
| 9. řada  | 17                                  | 18                                      |
|          | Rubens Barrichello Sauber 1'29.641  | Pedro Diniz Arrows 1'29.932             |
| 10. řada | 19                                  | 20                                      |
|          | Esteban Tuero Minardi 1'30.649      | Jan Magnussen Stewart 1'31.017          |
| 11. řada | 21                                  | 22                                      |
|          | Šindži Nakano Minardi 1'31.255      | Ricardo Rosset Tyrrell 1'31.482         |
| -------- | ----------------------------------- | --------------------------------------- |

### Zajímavosti
- 25. vítězství pro vůz se startovním číslem 7.

| Pole position      | Vítězství          | Nejrychlejší kolo  |
| Spojené království | Spojené království | Německo            |
| David Coulthard    | David Coulthard    | Michael Schumacher |
| McLaren MP4/13     | McLaren MP4/13     | Ferrari F300       |
| 1'25.973           | 1:34'24.593        | 1'29.345           |
| 206.437 km/h       | 194.255 km/h       | 198.646 km/h       |
| ------------------ | ------------------ | ------------------ |

### Stav MS
| *  | Jezdec                | Body |
| -- | --------------------- | ---- |
| 1  | Mika Häkkinen         | 26   |
| 2  | David Coulthard       | 23   |
| 3  | Michael Schumacher    | 20   |
| 4  | Eddie Irvine          | 11   |
| 5  | Heinz-Harald Frentzen | 8    |
| 6  | Alexander Wurz        | 6    |
| 7  | Jacques Villeneuve    | 5    |
| 8  | Jean Alesi            | 3    |
| 9  | Johnny Herbert        | 1    |
| 10 | Giancarlo Fisichella  | 1    |

| * | Vozy     | Body |
| - | -------- | ---- |
| 1 | McLaren  | 49   |
| 2 | Ferrari  | 31   |
| 3 | Williams | 13   |
| 4 | Benetton | 7    |
| 5 | Sauber   | 4    |

| * | Jezdec         | Body |
| - | -------------- | ---- |
| 1 | Velká Británie | 35   |
| 2 | Německo        | 28   |
| 3 | Finsko         | 26   |
| 4 | Rakousko       | 6    |
| 5 | Kanada         | 5    |
| 6 | Francie        | 3    |
| 7 | Itálie         | 1    |